# La niña
La Niña —en anglès: The Girl— és una sèrie de televisió produïda per CMO Produccions per a Caracol Televisión el 2016. Protagonitzada per Ana María Estupiñán i Sebastián Eslava amb participacions de Marcela Benjumea, Melisa Cáceres i Michelle Orozco i les participacions antagòniques de Diego Vásquez, Juana Arboleda, Marcelo Castro, Roger Moreno i Juan Millán.
Dirigida pels directors Rodrigo Triana i Camilo Vega compta amb la producció executiva d'Ana Piñeres i la producció general de Clara Maria Ochoa de CMO producciones.

## Producció
La sèrie va ser gravada en diverses parts de Bogotà, Meta, Cundinamarca, Acacías, San Francisco i algunes zones de la Vega.

## Història
Belky vivia en el camp, i des de petita ajudava amb les feines de la casa, cuidava al seu germà i l'estimava tant que es va oferir a anar a la guerrilla davant l'amenaça que se l'emportessin a ell. Donant per excusa que el seu germà era feble i que ella els seria més útil, ja que el seu germà patia d'epilèpsia, Belky va ser portada a la selva on durant més de cinc anys va ser adoctrinada i ensinistrada per a la seva nova vida, va ser llavors anomenada “Sara”, nom posat pel comandant Roncancio. En la guerrilla va ser obligada a combatre, posar mines, atacar poblacions innocents i extorquir. Un dia mentre anava cap a una de les extorsions va ser capturada per l'exèrcit i, aquí Belky va trobar una llum enmig del camí: Belky aconsegueix entrar en un programa del govern per a la reinserció de menors portats a la guerra. Aquí es retroba amb la seva família i els cops no són pocs. Les seves germanes ja ni la coneixen i el seu germà, aquest pel qual es va sacrificar ja no està. Decebuda i adolorida vol morir-se. No té ganes d'estudiar, ni de sortir, molt menys d'anar al camp a ajudar a la seva mare. Però aquí en el correccional coneix l'amor que li ofereix Manuel, un noi que va ser lliurat als paramilitars per la seva família i que ara tracta de complir el seu somni: convertir-se en un gran xef. Manuel l'ajuda a entendre que ella també té un somni: ser metgessa.
És llavors quan Belky decideix validar tots els seus estudis de primària i batxillerat, presentar les proves ICFES i entrar a una bona universitat a estudiar Medicina. Per poder seguir el seu somni, Belky i la seva família han de mudar-se a Bogotà. Aquí coneix a Víctor, un futur estudiant de Medicina que serà un gran amic que la ajudarà més d'una vegada. Després de molts obstacles, Belky aconsegueix entrar a la facultat. Aquí coneix a Santiago, Natalia i Juliana; però no tot és fàcil per Belky a més d'estudiar ha de treballar en un centre d'atenció telefònica, i encara pitjor: tractar de lliurar-se del coronel Barragán, el seu pitjor enemic.

## Repartiment
| Actor                 | Personatge                           | Paper                  |
| --------------------- | ------------------------------------ | ---------------------- |
| Ana María Estupiñán   | Belky Rocío Bustamante Pinzón "Sara" | Protagonista           |
| Sofia García          | Belky (Nena)                         | Convidada              |
| Sebastián Eslava      | Manuel Monsalve                      | Co-protagonista        |
| Juan Sebastián Aragón | Coronel Javier Alzate                | Co-protagonista        |
| Diego Vásquez         | Coronel Luis Eduardo Barragán        | Antagonista principal  |
| Carlos Velásquez      | Comandant Roncancio                  | Antagonista convidat   |
| Marcela Benjumea      | Mireya Pinzón de Eslava              | Recurrent              |
| Melissa Càceres       | Beatriz "Betty" Eslava Pinzón        | Recurrent              |
| Michell Orozco        | Adriana Eslava Pinzón "Nana"         | Recurrent              |
| Alberto Cardeño       | Miguel Eslava                        | Recurrent              |
| Cony Camelo           | Tatiana Toquica                      | Recurrent              |
| Fernando Arévalo      | Pare Rivas                           | Recurrent              |
| Marcelo Dos Santos    | Degà Alfonso Montealegre             | Recurrent              |
| Laura Perico          | Juliana Montealegre                  | Recurrent              |
| Cristina Campuzano    | Dra. Constança Duque "Connie"        | Recurrent              |
| Variel Sánchez        | Víctor Manjarrés Rivera              | Recurrent              |
| María Barreto         | Yolima                               | Recurrent/ Antagonista |
| Roger Moreno          | Esteban                              | Antagonista            |
| Juan Millán           | Nexon Moreno "Julio Andrade"         | Antagonista            |
| Martín Escobar        | Román                                | Convidat               |
| Martha Restrepo       | Ángela Acosta de Barragán "Monona"   | Recurrent              |
| Juan Manuel Mendoza   | Dr. Rodrigo Carrera                  | Recurrent              |
| Marcelo Castro        | Dr. Herminio Iglesias                | Antagonista            |
| Santiago Alarcón      | Dr. Horacio Fuentes                  | Recurrent              |
| Laura Archbold        | Natalia Villamizar                   | Recurrent              |
| Carlos Sánchez        | Santiago Caballero                   | Recurrent/ Antagonista |
| Brenda Hast           | Dra. Silvia Lozano de Ariza          | Recurrent              |
| Carlos Kaju           | Ferney Palacios "Raúl"               | Recurrent              |
| Fabio Velasco         | Rigoberto Barón                      | Antagonista/ Recurrent |
| Nina Caicedo          | Vanessa Mosquera                     | Recurrent              |
| Vivan Ossa            | Mariana                              | Convidada              |
| Victoria Ortiz        | María Luisa Barragán Acosta          | Recurrent              |
| Fernando Lara         | Jesús José Rendón Ríos "Don Chucho"  | Antagonista            |
| Fabián Mendoza        | Pedro Luna                           | Recurrent              |
| Laura Ramos           | Degana Barbara Miler                 | Recurrent              |
| Alex Adames           | Advocat Felipe Ariza                 | Recurrent              |
| Mariatta Duarte       | Dra. Gilma Fonseca Uchelbe           | Recurrent              |
| Alejandra Villamizar  | Darcy                                | Recurrent              |
| Stephanie Abello      | Susana                               | Recurrent              |
| Orli Glogower         | Pilar Chávez                         | Recurrent              |
| Airyn Gambin          | Tinent Daza                          | Recurrent              |
| Santiago Lozano       | Pablo                                | Recurrent              |
| Linda Baldrich        | Melissa                              | Recurrent              |
| Julio Sánchez Cóccaro | Don Cebrino Manjarrés                | Recurrent              |
| Frank Yepes           | Dr. Avellaneda                       | Antagonista            |
| Daura Cadavid         | Felipa Ríos de Rendón                | Antagonista            |
| Katherine Vélez       | Gladys Rivera de Manjarrés           | Recurrent              |
| Manuel José Chavez    | Dr. Cristian                         | Recurrent              |
| Juan Morales          | Duval "El Bolido" González           | Recurrent              |
| Juank Torres          | Soldat Andrés Rincón                 | Recurrent              |
| Juan Camilo Castillo  | Germán "Peter"                       | Recurrent              |
| Sebastián Gutierrez   | Yolman Rendón                        | Recurrent              |
| Rafael Zea            | Boris                                | Antagonista            |
| Claudia González      | Diana Sofia Arenas                   | Recurrent              |
| Juana Arboleda        | Nancy "Alias Segura"                 | Antagonista            |
| Ana María Kamper      | Mare de Nancy Segura                 | Recurrent              |
| Carmen González       | María Inés de Villamizar             | Recurrent              |
| Morella Zuleta        | María Jimena                         | Recurrent              |
| Pedro Mogollón        | General Mantilla                     | Recurrent              |